# Anaximenes
 Ikke at forveksle med Anaximenes (månekrater).
Anaximenes (på græsk: Άναξιμένης) fra Milet (født ca. 585 f.Kr., død ca. 525 f.Kr.) var en græsk jonisk naturfilosof, sandsynligvis en af Anaximanders disciple.

## "Alt er luft"
Han påstod af elementet luft, med dets varierende indhold, dets universale tilstedeværelse, dets vage associationer med fænomenet liv og død, er kilden til alt som eksisterer. Alt er luft med forskellige grader af densitet eller massefylde og under indflydelse af varme, som ekspanderer, og kulde som får ting til at trække sig sammen, det ophøjer adskillige faser af eksistens. Processen er gradvis og finder sted i to retninger, som kulde og varme dominerer. På denne måde blev en bred skive af jord formet, flydende i en altomsluttende luft. Lignende kondensationer formede solen og stjernerne; og deres brændende status af disse himmellegemer bunder i deres hastiged. Han påstår:
"Ligesom vores sjæl, som består af luft, holder os sammen, ligeså omslutter vejrtrækning og luft hele verden"
Det der får de tre miletiske filosoffer Thales, Anaximander og Anaximenes til at stå ud er, at det teoretiske menneske er blevet en realitet. Denne tankegang har i sin grundlæggende form bevæget sig væk fra den mythologiske tænkning og ind i den teoretiske tænkning. Fremover handler det om at forklare det universelle og det generelle. Med tanken kan man nu nærme sig alt i universet. Dette har især influeret den pythagoræiske skole